# Lars Hjertén
Lars Erik Hjertén, född 6 juli 1938 i Sävare församling, Skaraborgs län, är en svensk folkhögskolerektor och politiker (moderat), som var ordinarie riksdagsledamot 1982–1985 och 1995–2002 (även ersättare 1985, 1987, 1989 och 1995) för Västra Götalands läns östra valkrets.